# ジニコチン酸
ジニコチン酸（英語: Dinicotinic acid）または、ピリジン-3,5-ジカルボン酸（英語: Pyridine-3,5-dicarboxylic acid）は、複素環式芳香族化合物の一つ。ピリジンジカルボン酸の異性体の一つで、ピリジン環の3位と5位にカルボキシ基が結合している。

## 合成と性質
ピリジン-2,3,5,6-テトラカルボン酸または、ピリジン-2,3,5-トリカルボン酸を熱することで得られる。
水とエーテルにはわずかに溶ける。融点は323°Cで、ピリジンジカルボン酸の異性体の中で最も高い。熱すると脱炭酸しニコチン酸に分解する。